# Józef Strzelczyk

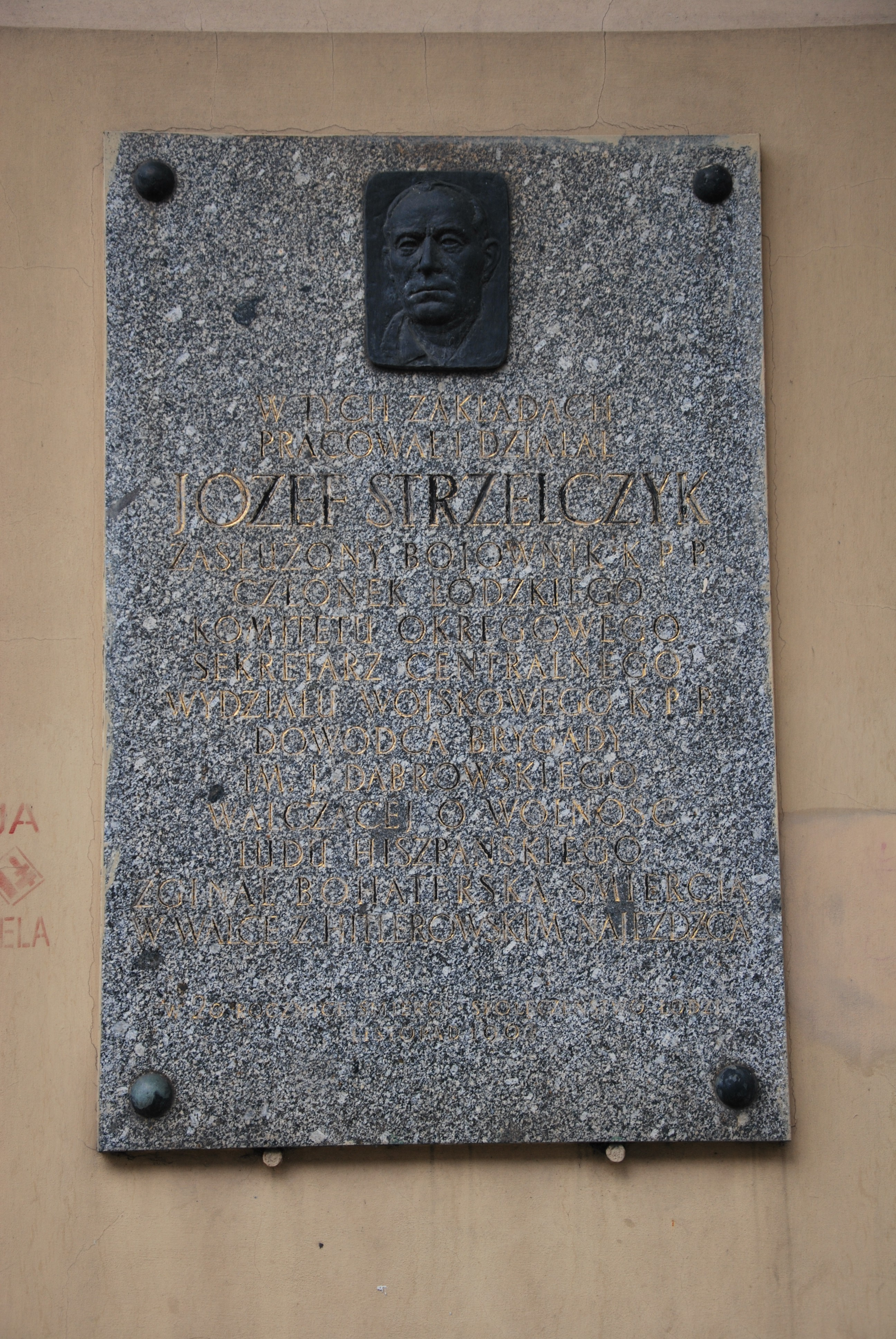
Tablica poświęcona Józefowi Strzelczykowi w Łodzi na ulicy Piotrkowskiej, usunięta na podstawie ustawy dekomunizacyjnej

Józef Strzelczyk, ps. „Jan Barwiński” (ur. 11 września 1901 w Łodzi, zm. prawdopodobnie w sierpniu lub wrześniu 1941) – członek Komunistycznej Partii Polski, uczestnik wojny polsko-bolszewickiej, dowódca Brygady im. Jarosława Dąbrowskiego w czasie wojny domowej w Hiszpanii.

## Życiorys
Syn Andrzeja i Marianny Bilskiej, starszy brat Tadeusza. Po ukończeniu szkoły powszechnej terminował w fabryce budowy maszyn i odlewni żeliwa Józefa Johna w Łodzi. W czasie I wojny światowej pracował przy budowie szosy, a następnie w gospodarstwie rolnym w powiecie tureckim. Pod koniec listopada 1918 wrócił do Łodzi i ponownie zatrudnił się w fabryce Johna.

### Służba w Wojsku Polskim
Jeszcze w tym samym roku wstąpił ochotniczo do Wojska Polskiego i został wysłany na front polsko-ukraiński. Służył pod Lwowem w załodze pociągu pancernego nr 4 „Hallerczyk”. W grudniu został członkiem Związku Robotników Przemysłu Metalowego. Na przełomie stycznia i lutego 1919 brał udział w walkach polsko-czechosłowackich koło Cieszyna, a następnie przeniesiono go do pułku kawalerii w Lesznie. Oddelegowany do szkoły podoficerskiej w Dęblinie, ukończył ją w kwietniu 1920 w stopniu kaprala. W tym samym miesiącu brał udział w demonstracji ulicznej w Łodzi i został zatrzymany przez żandarmerię wojskową; miesiąc przebywał w areszcie. Uczestniczył w kursie kawaleryjskim w Grodnie; wówczas wdał się w kłótnię z oficerem, za co został osadzony w twierdzy Modlin. Prawdopodobnie od grudnia 1920 służył w 4 pułku strzelców konnych w Płocku. W lutym 1921 zdemobilizowany. Ponownie powołany w kwietniu 1922 i w Płocku, za pośrednictwem brata Tadeusza, nawiązał kontakt ze Związkiem Młodzieży Komunistycznej w Polsce.

### Działalność polityczna w okresie międzywojennym
Zwolniony z wojska w 1923, podjął pracę w fabryce Stanisława Weigta w Łodzi, gdzie był delegatem fabrycznym i członkiem komisji strajkowej. W tym czasie wstąpił do ZMK, a w 1924 do KPP. Działał w łódzkiej dzielnicy Górna. W trakcie przygotowań do zabójstwa policyjnego agenta w szeregach KPP został aresztowany w nocy na 19 lutego 1925 i 1 września skazany na 4 lata ciężkiego więzienia. Karę odbywał w Łodzi. Za zorganizowanie tam 1 maja 1926 demonstracji i uderzenie strażnika został dodatkowo skazany na 10 miesięcy i przeniesiony do Sieradza, a potem do Wronek. Był kilkakrotnie bity przez straż więzienną. W okresie walk frakcyjnych w KPP, jeszcze podczas pobytu w więzieniu w 1927, opowiedział się po stronie bardziej dogmatycznej „mniejszości”. Po ogłoszeniu amnestii 15 sierpnia 1928 zwolniony i rozpoczął działalność jako płatny funkcjonariusz partyjny w Łodzi. Od lipca 1929 był sekretarzem okręgowym KPP na Górnym Śląsku. W listopadzie został aresztowany, ale z braku dowodów winy w kwietniu 1930 został zwolniony. Odtąd działał w Centralnym Wydziale Wojskowym KPP i był sekretarzem Komitetu Warszawskiego KPP. Od sierpnia 1930 do końca roku zaprzestał działalności z powodu choroby płuc. W styczniu 1931 został sekretarzem Centralnego Wydziału Wojskowego KPP. Zagrożony aresztowaniem, wyjechał do ZSRR i 21 października 1931 zamieszkał w Moskwie pod nazwiskiem Subecki. W 1932 wstąpił do Wszechzwiązkowej Komunistycznej Partii (bolszewików). Od lutego 1932 studiował na Komunistycznym Uniwersytecie Mniejszości Narodowych Zachodu im. Juliana Marchlewskiego. Po ukończeniu studiów w 1934 był współredaktorem wydawanego w Moskwie w języku polskim dziennika Trybuna Radziecka.

### Służba w Brygadach Międzynarodowych
Po wybuchu wojny domowej w Hiszpanii jako ochotnik wyjechał walczyć po stronie republikańskiej. Służbę rozpoczął od stopnia szeregowca. Walcząc w szeregach Brygad Międzynarodowych, używał pseudonimu Jan Barwiński. Po bitwie o Madryt pełnił funkcję dowódcy plutonu, a w czasie bitwy nad Jaramą był dowódcą 2 kompanii batalionu im. Jarosława Dąbrowskiego. Dowództwo przejął 16 listopada 1936, po rannym Adamie Dawidowiczu. Dowódcą batalionu w stopniu majora został wiosną 1937.
Talent dowódczy wykazał w bitwie pod Guadalajarą, gdzie zatrzymana została ofensywa włoskiego korpusu ekspedycyjnego Corpo Truppe Volontarie. W uznaniu jego zasług dowództwo hiszpańskie mianowało go dowódcą XIII Brygady Międzynarodowej im. Jarosława Dąbrowskiego (15 lipca 1937 – 28 marca 1938). Dowodząc brygadą brał udział w atakach pod Villafranca del Castillo, obronie Villanueva de la Cañada i ataku pod Fuentes de Ebro. Walczył też na froncie andaluzyjskim oraz w Aragonii. Wojnę w Hiszpanii zakończył jako ranny i został przewieziony do Francji.

### Udział w II wojnie światowej
Po rozwiązaniu KPP w sierpniu 1938 utracił zaufanie Międzynarodówki Komunistycznej i w 1940 został usunięty z WKP(b). Po ataku Niemiec na ZSRR wystosował do Józefa Stalina list z prośbą o przyjęcie do Armii Czerwonej. Uzyskał zgodę i po wstąpieniu do armii przeszedł szkolenie szpiegowsko-dywersyjne. W sierpniu 1941 jako dowódca grupy specjalnej „Janek” został zrzucony na spadochronie w okolice Łodzi w ramach grup rozpoznawczo-wywiadowczych. Cała grupa zaginęła bez wieści – nie odnotowały tego niemieckie źródła policyjne. W niektórych relacjach podaje się błędne daty zrzutu (15 listopada 1942) i okoliczności śmierci Strzelczyka.
Jego imię w czerwcu 1946 nadano fabryce Johna w Łodzi, a w listopadzie 1952 tamtejszej Szkole Towarzystwa Przyjaciół Dzieci. Po XX Zjeździe KPZR w marcu 1956 anulowano decyzję o usunięciu go z WKP(b).